# Миллер, Шерри
Шерри Миллер (англ. Sherry Miller, род. 24 июня 1955, Альберта) — канадская актриса и телеведущая, известна по роли Дженнифер Тейлор в телесериале «Близкие друзья», в котором она появлялась с 2000 по 2005 год.

## Биография
Шерри Миллер начала свою карьеру в качестве певицы и танцовщицы и впервые стала известна благодаря съемкам в серии рекламных роликов для канадского телевидения. Она сыграла заметные роли в таких фильмах как «Ребёнок напрокат», «Джонни-мнемоник», «Сабрина — маленькая ведьма», «Девственницы-самоубийцы», «Весна убийств» и «Мальчик в девочке», но в основном известна благодаря ролям на канадском телевидении.
В 2001 году Миллер выиграла премию «Джемини» за исполнение роли матери героини Элишы Катберт в телефильме «Счастливая девочка», а в разные годы ещё трижды номинировалась на награду. Миллер хорошо известна по роли Дженнифер Тейлор в телесериале «Близкие друзья», в котором она появлялась с 2000 по 2005 год. Кроме этого она сыграла одну из главных ролей в канадском сериале «Телевизионная служба новостей» в 1990 году и снялась в американском сериале 2004 года «Королевский госпиталь», который был закрыт после одного сезона. Также она снялась в канадском сериале «Лучшие годы» в 2007—2009 годах.

## Избранная фильмография
| Год       |   | Русское название | Оригинальное название | Роль       |
| --------- | - | ---------------- | --------------------- | ---------- |
| 2016—2018 | с | Шиттс Крик       | Schitt’s Creek        | Бев Тейлор |